# Mimoleuronotus hiekei
Mimoleuronotus hiekei là một loài bọ cánh cứng trong họ Cerambycidae.